# 加拿大南极研究所
加拿大南极研究所（英語：Antarctic Institute of Canada）是由前南极研究员奥斯丁·马当在1985年成立的一家非盈利的慈善机构。研究所曾经用以游说加拿大联邦政府增加在南极的研究；如今它也支持“学术研究和学术写作”。研究所同时为金色流星出版社出版的书提供研究经费。这些书包括《A Description of the Western Isles of Scotland》与《A Description of the Western Isles of Scotland》。

## 历史
研究所由奥斯丁·马当于1985年在阿尔伯塔省莱斯布里奇市成立，现在于埃德蒙顿市运作。自成立以来，研究所增加了多种研究范围，包括历史、地理和加拿大政治等。